# Lichtakademie Bartenbach
Die Lichtakademie Bartenbach ist eine private Bildungseinrichtung für Lichtplanung in Aldrans (Tirol).

## Geschichte und Organisation
Die Lichtakademie Bartenbach wurde 2003 gegründet. Träger ist die Bartenbach Holding GmbH.
Bis 2015 umfasste das Leistungsangebot einen Universitätslehrgang mit Master-Abschluss in Kooperation mit der Universität Innsbruck, sowie einen „Lichtlehrgang“.

## Bekannte Dozenten
- Christian Bartenbach (1930–2025), Gründer und Leiter der Lichtakademie Bartenbach
- Christian Berger (* 1945), Kameramann
- Volker Giencke (* 1947), Architekt